# جاكوب أندرياس ويل
جاكوب أندرياس ويل هو قسيس وسياسي نرويجي، ولد في 19 أغسطس 1777 في سليورد في النرويج، وتوفي في 13 نوفمبر 1850 في Nøtterøy (island) ‏ في النرويج. انتخب نائب عضو برلمان النرويج ‏ عن دائرة  خلال فترته النيابية ‏ (1833 – 1835) وانتخب mayor of Nøtterøy ‏ (1839 – 1847) وانتخب عضو برلمان النرويج ‏ عن دائرة  خلال فترته النيابية ‏ (1836 – 1838).